# Гулузаде Вафа Мірзаага-огли
Вафа Мірзаага-огли Гулузаде (азерб. Vəfa Mirzəağa oğlu Quluzadə; 21 грудня 1940 — 1 травня 2015) — сходознавець-арабіст, дипломат, політолог, колишній Державний Радник Азербайджанської Республіки із зовнішніх відносин, президент Фонду політичних досліджень держав каспійського регіону.

## Життєпис
Народився в Баку.
Батько — Мірзаага Гулузаде, академік Академії Наук Азербайджанської РСР, літературознавець, сходознавець.
Мати — Ягут Ділбазі, письменниця, літературознавець азербайджанської і турецької літератури.
- У 1963 році закінчив факультет сходознавства Азербайджанського Державного Університету (нині Бакинський державний університет).

Працював редактором і ведучим програм арабською мовою бакинського радіо.
- В 1962—1964 роках продовжив освіту в Інституті сходознавства Академії Наук СРСР, захистив дисертацію на здобуття наукового ступеня кандидата філологічних наук.
- В 1970—1973 роках працював у Єгипті при посольстві СРСР, де пройшов шлях від аташе до 2-го секретаря посольства.
- У 1973-му році повернувся в Азербайджан і почав роботу в ЦК Компартії Азербайджану, де пройшов шлях від інструктора до завідувача відділом культури. У ці роки закінчив Академію Суспільних наук при ЦК КПРС.
- З 1987-го по 1990-й — на дипломатичній роботі в посольстві СРСР в Алжирі на посаді радника.
- У 1990 році прийняв пропозицію першого президента Азербайджану Аяза Муталібова зайняти посаду державного радника із зовнішньополітичних питань. На цій посаді він залишався при двох наступних президентах країни — Абульфаза Ельчибей і Гейдара Алієва. До кінця 1990 року він входив до складу Ради безпеки Азербайджану.

У 1999 році створив Фонд політичних досліджень держав каспійського регіону. Членами Ради голів цього Фонду стали Генрі Кіссінджер, Збігнєв Бжезинський і Джеймс Бейкер.
Окрім азербайджанського, В. Гулузаде вільно володів російською, арабською, англійською, турецькою, і розмовною фарсі.
У його досьє в МЗС СРСР записано: «надзвичайно комунікабельний, вміє встановлювати довірчі зв'язки з вищими колами країни перебування».
Був одружений з Лейлою Ахмедовою, музичним педагогом, мав доньку і сина, онука і трьох онучок.

## Книги
«Кавказ серед ворогів і друзів (статті, інтерв'ю, виступи)». Баку, 2002 р., 231 с. ISBN 2002-2-762422 Помилка параметра в {{ISBN}}: довжина.

## Додаткова інформація
У ЗМІ прізвище Гулузаде може зустрічатися в написанні Гулизаде або Кулизаде; можливо також написання будь-якого з варіантів з -заде через дефіс.

## Інтерв'ю
- http://1news.az/politics/20090415124145891.html [Архівовано 19 квітня 2009 у Wayback Machine.]
- https://web.archive.org/web/20080117114458/http://inosmi.ru/translation/237226.html
- http://karabakh.legal.az/index.php?option=com_content&task=view&id=32&Itemid=29%5Bнедоступне+посилання+з+березня+2019%5D